# Mojito
Mojito je koktel od bijelog kubanskog ruma, soka limete, svježe mente, šećera šećerne trske, soda vode i izlomljenog leda.

## Povijest
Mojito se pojavio na Kubi između 1910. i 1920. Smatra se da je lokal "La Bodeguita del Medio" u Havani mjesto gdje je 1946. nastao izvorni recept. Ime koktela je kombinacija riječi vlažan (mojadito) i imena kulinarskog umaka (mojo), što odgovara karakteru ovog tropskog i egzotičnog pića.
Popularnosti ovog koktela doprinio je pisac Ernest Hemingway, koji je bio stalni posjetitelj barova u Havani.